# Candulifera rapea
Candulifera rapea är en insektsart som beskrevs av Webb 1983. Candulifera rapea ingår i släktet Candulifera och familjen dvärgstritar. Inga underarter finns listade i Catalogue of Life.